# Esther Süss
Esther Süss, née le 19 mars 1974 à Brugg, est une coureuse cycliste suisse, spécialiste du VTT-marathon et du cross-country VTT.

## Palmarès en VTT

### Jeux olympiques
- Londres 2012
  - 5e de l'épreuve de cross-country VTT

### Championnats du monde
VTT-Marathon
- Graz 2009
  -  Vice-championne du monde de VTT-Marathon
- Saint-Wendel 2010
  -  Championne du monde de VTT-Marathon
- Montebelluna 2011
  -  Médaillée de bronze de VTT-Marathon
- Ornans 2012
  -  Médaillée de bronze de VTT-Marathon
- Kirchberg 2013
  -  Médaillée de bronze de VTT-Marathon

Cross-country
- Pietermaritzburg 2013
  -  Médaillée de bronze du cross-country

### Coupe du monde
- Coupe du monde de VTT-Marathon
  - 2005 : 2e du classement général, vainqueur d'une manche (Le Bourg-d'Oisans)
  - 2006 : 2e du classement général, vainqueur d'une manche (Villabassa)
  - 2007 : 2e du classement général, vainqueur d'une manche (Villabassa)
  - 2008 : 2e du classement général
- Coupe du monde de cross-country VTT
  - 2010 : 5e du classement général
  - 2012 : 16e du classement général
  - 2013 : 14e du classement général
  - 2014 : 32e du classement général
  - 2015 : 26e du classement général

### Championnats d'Europe
- 2007
  -  Médaillée de bronze du cross-country marathon
- 2008
  -  Championne d'Europe de cross-country marathon
- 2010
  -  Championne d'Europe de cross-country marathon
- 2012
  -  Médaillée d'argent du cross-country
- 2013
  -  Championne d'Europe de cross-country marathon
- Chies d'Alpago 2015 
  -  Médaillée d'argent du relais mixte
  -  Médaillée de bronze du cross-country marathon

### Championnats de Suisse
- Championne de Suisse de cross-country : 2010
- Championne de Suisse de cross-country marathon : 2008, 2009, 2010, 2012, 2014, 2015 et 2017

## Distinctions
- Cycliste suisse de l'année : 2012 et 2013